# Slowenische Nationale Partei
Die Slowenische Nationale Partei (slowenisch Slovenska nacionalna stranka, SNS) ist eine rechtsextreme politische Partei in Slowenien. Ihr Vorsitzender ist Zmago Jelinčič. Von 1992 bis 2011 und erneut seit 2018 ist sie im slowenischen Parlament vertreten. Bei der Parlamentswahl 2022 fiel die Partei wieder aus der Staatsversammlung. 

## Politische Ausrichtung
Die SNS wurde 1991 gegründet und vertritt einen eigenständig slowenischen Nationalismus, wobei sie sich in ihrem Parteiprogramm explizit auf Karantanien, das frühere Herzogtum Krain und den antifaschistischen Befreiungskampf der Slowenen gegen den deutschen Nationalsozialismus, gegen dessen Verbündete Italien und Ungarn sowie gegen deren damalige slowenische Kollaborateure (Slovensko domobranstvo) bezieht. Der Parteichef Jelinčič ließ eine Statue Titos, des „Sohns einer slowenischen Mutter und Siegers des Zweiten Weltkriegs“, in seinem Garten aufstellen. Die SNS setzt sich für ein starkes Militär und eine starke slowenische Wirtschaft ein, wobei die Vergabe von Arbeitsplätzen an Ausländer zugunsten der Slowenen begrenzt werden soll. Als einzige slowenische Parlamentspartei sprach sich die SNS gegen den Beitritt Sloweniens zur EU aus. Eine wichtige Rolle in der Parteiideologie und als Wahlkampfthema spielen zudem die slowenischen Minderheiten in den Nachbarländern sowie Grenzstreitigkeiten mit Kroatien und Italien. Die Roma in Slowenien sind nach Ansicht der SNS privilegiert; deshalb fordert die SNS die Abschaffung von „Sonderrechten der Roma“ in der Kommunalverwaltung.
Auf Grund dieser gegen Ausländer, Roma und die Nachbarstaaten gerichteten Positionen wird die SNS von westeuropäischen Wissenschaftlern dem rechtsextremen Parteienspektrum zugeordnet. Der Parteivorsitzende Zmago Jelinčič bezeichnete die Partei als politisch links stehend, diese Einordnung wird in Slowenien aufgrund eines abweichenden Verständnisses des politischen Spektrums teilweise auch in der wissenschaftlichen Literatur übernommen, während die Einordnung als rechtsextrem in der deutsch- und englischsprachigen Literatur einmütig ist.

## Geschichte
1992 gelang ihr der Einzug in das slowenische Parlament, wo sie ununterbrochen bis 2011 vertreten war. Aufgrund der Aufdeckung einiger ihrer prominenten Mitglieder als ehemalige jugoslawische Geheimdienst-Spitzel spalteten sich 1993 einige Mitglieder ab und gründeten unter der Führung von Sašo Lap (* 1953) die Partei Slowenische Nationale Rechte (Slovenska Nacionalna Desnica).
In Österreich sorgte die Partei im Februar 2006 für Schlagzeilen durch ihren Aufruf an den Europäischen Gerichtshof für Menschenrechte, mit dem die SNS das Verbot des BZÖ erzielen wollte, da dieses die Rechte der Kärntner Slowenen missachte.
Am 6. Januar 2008 traten drei der sechs Abgeordneten aus der Partei aus und gründeten eine eigene Parlamentsfraktion mit dem Namen Lipa (Linde).

## Mandate
Anzahl der Mandate in der slowenischen Nationalversammlung:

## Internationale Verbindungen
Die SNS war mindestens seit 2012 Mitglied der europäischen Partei Allianz der Europäischen nationalen Bewegungen (AENM), die damals hauptsächlich vom französischen Front National dominiert wurde. Seit 2019 ist die SNS Mitglied der Allianz für Frieden und Freiheit, der unter anderem die italienische Forza Nuova (FN) und die Nationaldemokratische Partei Deutschlands (NPD) angehören. In der Parlamentarischen Versammlung des Europarates ist ihr Abgeordneter Mitglied der Fraktion Europäische Konservative und Demokratische Allianz.
Am 9. März 2016 unterzeichneten der SNS-Vorsitzende Jelinčič und Vojislav Šešelj, Vorsitzender der Serbischen Radikalen Partei, eine Vereinbarung, die ihre Parteien in politisches einander näherbringen soll.

### Artikel in Büchern und Zeitschriften
- Arno Weckbecker und Frank Hoffmeister, Die Entwicklung der politischen Parteien im ehemaligen Jugoslawien, 1997 (ISBN 3-486-56336-X), S. 237.
- Political Parties of the world, 4th edition, ed. by Alan J. Day, Richard German and John Campbell, 1996, S. 522 f.
- John B. Allcock, Slovenia, in: Bogdan Szajkowski, Political parties of Eastern Europe, Russia and the successor states, 1994 (ISBN 0-582-25531-7), S. 552.
- Vlasta Jalusić, Antipolitischer Extremismus, in: Ost-West-Gegeninformationen, Heft 2/1994, S. 17 f.
- Wolf Oschlies, Rechtsradikalismus im postkommunistischen Osteuropa. Teil 1: Fallstudien, in: Berichte des Bundesinstitut für ostwissenschaftliche und internationale Studien (ISSN 0435-7183), Heft 29/1992, zur SNS siehe S. 25.